# 노로돔
노로돔(크메르어: ព្រះបាទ នរោត្តម, 諾羅敦, 1834년 2월 - 1904년 4월 24일)은 캄보디아의 국왕(재위 1860 - 1904)이다. 전 왕 앙 동의 아들로, 재위 4년째인 1864년부터 캄보디아는 프랑스령 인도차이나의 속국으로 전락하고, 그는 왕위를 보장받는 대신 실권없는 군주로 전락하였다.